# Daniel Giménez Cacho
Daniel Giménez Cacho García (Madrid, 15 de mayo de 1961) es un actor mexicano. Ha sido galardonado siete veces con el Premio Ariel. Es uno de los actores más aclamados de México y América Latina de la actualidad. Ha trabajado bajo la dirección de directores como Alejandro González Iñárritu, Arturo Ripstein, Alfonso Cuarón, Lucrecia Martel, Guillermo del Toro y Pedro Almodóvar.

## Filmografía

### Televisión
- La hora marcada (1986).
- Teresa (1989).[1]
- Demasiado corazón (1998).
- Locas de amor (2009).
- Cuéntame cómo pasó (2009).
- Gritos de muerte y libertad (2010).
- En materia de pescado (2013)
- Criósfera (2013)
- Crónica de castas (2014)
- Club de Cuervos (2015-2016)
- Un extraño enemigo (2018-2022)[2]
- Aquí en la Tierra (2018-2020)
- ¿Quién mató a Sara? (2021)[3]

### Cine
- El camino largo a Tijuana (1989)
- Con el amor no se juega (1991)
- Sólo con tu pareja (1991)
- Bandidos (1991)
- Cabeza de Vaca (1991)
- Cronos (1993)
- El callejón de los milagros (1995)
- Nadie hablará de nosotras cuando hayamos muerto (1995)
- En el aire (1995)
- Profundo carmesí (1996)
- Celos (1999)
- El coronel no tiene quien le escriba (1999)
- Sin vergüenza (2001)
- Asesino en serio (2002)
- Aro Tolbukhin. En la mente del asesino (2002)
- No somos nadie (2002)
- Nicotina (2003)
- La mala educación (2004)
- Perder es cuestión de método (2004)
- Voces inocentes (2004)
- Las vidas de Celia (2006)
- La zona (2007)
- El corazón delator (2006)
- Arráncame la vida (2008)
- Voy a explotar (2008)
- Locas de amor (2009)
- La venganza del valle de las muñecas (2009)
- Tres piezas de amor en un fin de semana (2009)
- El infierno (2010)
- Somos lo que hay (2010)
- El atentado (2010)
- La lección de pintura  (2011)
- Get the Gringo (AKA Atrapen al gringo) (2012)
- Colosio: El asesinato (2012)
- Blancanieves (2012)
- El Santos contra la Tetona Mendoza (2012)
- El Jeremías (2015)
- Ella es Ramona (2015)
- Un monstruo de mil cabezas (2015)
- Zama (2016)
- La promesa (2016)
- La Cordillera (2017)
- Los adioses (2018)
- El diablo entre las piernas (2019) - Isabel[4]
- ’’ Chicuarotes’’ (2019)
- Siberia (2020) -  Doctor
- Memoria (2021) - Juan Ospina
- Bardo, falsa crónica de unas cuantas verdades (2022) - Silverio Gama
- Familia (2023)
- El jockey (2024)

## Obras de teatro
- El buen canario (de Zach Helm; dir. John Malkovich; México, 2008)
- Hamlet (dir. Juan José Gurrola).
- Largo viaje hacia la noche (dir. Ludwik Margules).
- Juegos siniestros (dir. Enrique Singer)
- 'Network' (director Francisco Franco Alba).

## Premios y nominaciones
Premios Ariel
| Año  | Categoría                   | Película                                      | Resultado |
| ---- | --------------------------- | --------------------------------------------- | --------- |
| 2023 | Mejor actor protagonista    | Bardo, falsa crónica de unas cuantas verdades | Ganador   |
| 2022 | Mejor coactuacion masculina | El diablo entre las piernas                   | Nominado  |
| 2020 | Mejor coactuación masculina | Chicuarotes                                   | Nominado  |
| 2018 | Mejor actor protagonista    | Los adioses                                   | Nominado  |
| 2013 | Mejor coactuación masculina | Colosio: El asesinato                         | Ganador   |
| 2004 | Mejor coactuación masculina | Nicotina                                      | Ganador   |
| 2003 | Mejor actor protagonista    | Aro Tolbukhin. En la mente del asesino        | Ganador   |
| 1997 | Mejor actor protagonista    | Profundo carmesí                              | Ganador   |
| 1995 | Mejor coactuación masculina | El callejón de los milagros                   | Nominado  |
| 1993 | Mejor actor de cuadro       | Cronos                                        | Ganador   |

Premios Goya
| Año  | Categoría                                   | Película     | Resultado |
| ---- | ------------------------------------------- | ------------ | --------- |
| 2012 | Mejor interpretación masculina protagonista | Blancanieves | Nominado  |

Premios Platino
| Año  | Categoría                                   | Película | Resultado |
| ---- | ------------------------------------------- | -------- | --------- |
| 2018 | Mejor interpretación masculina protagonista | Zama     | Nominado  |

Medallas del Círculo de Escritores Cinematográficos
| Año  | Categoría   | Película     | Resultado |
| ---- | ----------- | ------------ | --------- |
| 2012 | Mejor actor | Blancanieves | Nominado  |

Premios de la Unión de Actores
| Año  | Categoría                        | Película     | Resultado |
| ---- | -------------------------------- | ------------ | --------- |
| 2012 | Mejor actor protagonista de cine | Blancanieves | Nominado  |

Premios ACE (Nueva York)
| Año  | Categoría              | Película          | Resultado |
| ---- | ---------------------- | ----------------- | --------- |
| 2012 | Mejor actor de reparto | Blancanieves      | Ganador   |
| 2004 | Mejor actor de reparto | La mala educación | Nominado  |

Premios Bravo
| Año  | Categoría           | Película          | Resultado |
| ---- | ------------------- | ----------------- | --------- |
| 2009 | Mejor actor de cine | Arráncame la vida | Ganador   |

Premios Canacine
| Año  | Categoría              | Película              | Resultado |
| ---- | ---------------------- | --------------------- | --------- |
| 2012 | Actor mexicano del año | Colosio: El asesinato | Ganador   |
| 2010 | Actor mexicano del año | El atentado           | Nominado  |
| 2008 | Actor mexicano del año | Arráncame la vida     | Ganador   |

Premios CineyMás
| Año  | Categoría                | Película          | Resultado |
| ---- | ------------------------ | ----------------- | --------- |
| 2012 | Mejor actor protagonista | Blancanieves      | Nominado  |
| 2004 | Mejor actor de reparto   | La mala educación | Nominado  |

Premios de la Asociación de Cronistas y Periodistas Teatrales (ACPT)
| Año  | Categoría               | Obra de Teatro               | Resultado |
| ---- | ----------------------- | ---------------------------- | --------- |
| 2004 | Mejor actor en monólogo | Sexo, Drogas y Rock and Roll | Ganador   |

Festival de Málaga de Cine Español
| Año  | Categoría                       | Película              | Resultado |
| ---- | ------------------------------- | --------------------- | --------- |
| 2013 | Biznaga de Plata al Mejor Actor | Colosio: El asesinato | Ganador   |